# João Pessoa Cavalcânti de Albuquerque

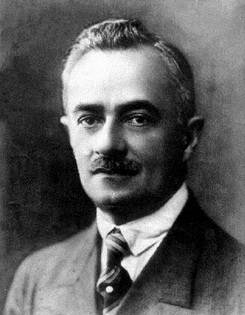
João Pessoa Cavalcânti de Albuquerque

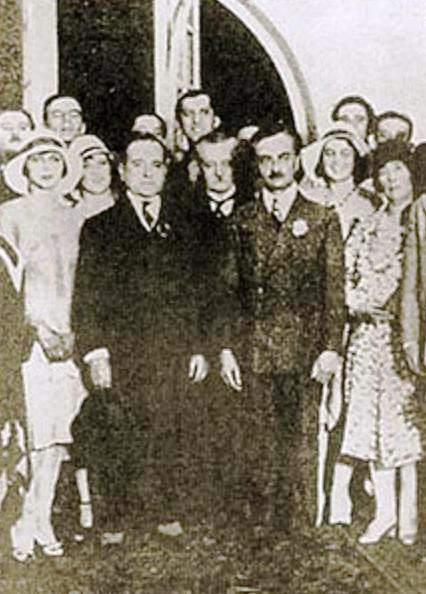
João Pessoa (vorne rechts) mit Präsident Getúlio Vargas (1930)

João Pessoa Cavalcânti de Albuquerque (* 24. Januar 1878 in Umbuzeiro, Paraíba; † 26. Juli 1930 in Recife) war ein brasilianischer Politiker. Er war Gouverneur des Bundesstaates Paraíba zwischen 1928 und 1930. Der spätere Präsident Getúlio Vargas nominierte ihn bei der Präsidentschaftswahl 1930 als Kandidat für das Vizepräsidentenamt. Am 26. Juli 1930 wurde Pessoa jedoch von seinem politischen Rivalen João Duarte Dantas ermordet. Dantas’ Wohnung war zuvor von regionalen Polizeitruppen durchsucht worden; kurz darauf waren Details einer intimen Korrespondenz mit der Dichterin Anaíde Beiriz an die Öffentlichkeit gedrungen. Pessoas Ermordung gilt als eines der Schlüsselereignisse im Vorfeld der Revolution von 1930, in deren Verlauf Vargas schließlich an die Macht kam.
1930 wurde die Hauptstadt Paraíbas nach einem Referendum in João Pessoa umbenannt. Ein indirekter Bezug auf Pessoa findet sich auch in der Staatsflagge Paraíbas: Das Wort „Nego“ (wörtlich: Ich lehne ab) soll die Selbständigkeit des Staates unterstreichen und bezieht sich auf ein Telegramm, das Joao Pessoa im Juli 1929 an den damaligen Staatspräsidenten Washington Luís schickte. Darin lehnte er es ab, bei der nächsten Präsidentschaftswahl den von Luís vorgeschlagenen Kandidaten Júlio Prestes zu unterstützen. Prestes wurde zwar im März 1930 gewählt, die Wahl jedoch durch einige Parteien und Bundesstaaten - darunter auch Paraíba - angefochten und schließlich durch den Putsch vom 3. Oktober 1930 bedeutungslos.
Pessoas politische Bedeutung ist umstritten: Seine Befürworter sehen in ihm einen engagierten Kämpfer gegen die Macht der Oligarchien, obwohl er selbst aus einer Familie stammte, die der Oberschicht angehörte. Er führte politische Reformen durch, die zu einer Sanierung der Staatsfinanzen Paraíbas führten, allerdings vor allem die Gewerbetreibenden des Binnenlandes belasteten.